# Piosenka o Drewiczu

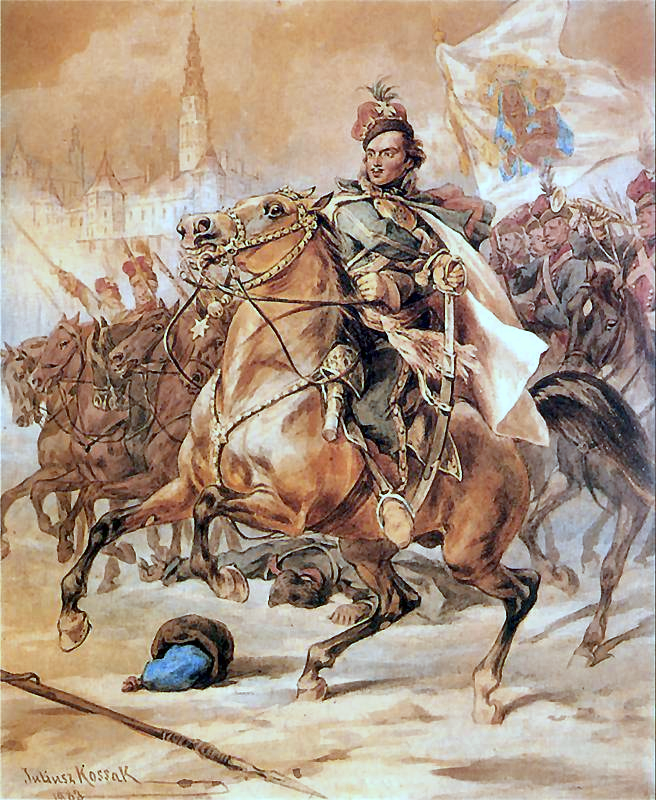
Kazimierz Pułaski pod Częstochową,
akwarela Juliusza Kossaka

Piosenka o Drewiczu (inc. „Jedzie, Drewicz, jedzie,...”) – anonimowa, satyryczna pieśń prawdopodobnie z okresu obrony Jasnej Góry w czasie konfederacji barskiej, której przedmiotem i negatywnym bohaterem jest rosyjski oficer Iwan Drewicz (ros. Иван Григорьевич Древич, niem. Johann von Drewitz). Piosenka opublikowana w zbiorze: Wacław z Oleska Pieśni polskie i ruskie ludu galicyjskiego, Lwów, 1833. Wersja tekstu publikowana za ks. W. Świerczek Śpiewniczek młodzieży polskiej... z. 1, Kraków, 1917 (literatura).